# سیروارت مسروپیان
سیروارت مسروپیان (ارمنی: Սիրվարդ Մեսրոպյան؛  ۲۷ اوت ۱۹۲۸ – ۲۲ فوریهٔ ۱۹۸۱) یک بازیگر و راوی قصه اهل ارمنستان بود. وی بین سال‌های - تا - میلادی فعالیت می‌کرد.

## زندگی‌نامه
وی در ۲۷ اوت ۱۹۲۸ در حلب به دنیا آمد و از آکادمی دولتی هنرهای زیبای ارمنستان فارغ‌التحصیل شد. وی در تئاتر دولتی آمو خارازیان آرتاشات، های‌فیلارمونیک و گروه آواز گوسانی ارمنی سایات‌نووا فعالیت می‌کرد. وی همچنین برندهٔ جوایزی همچون هنرمند شایسته ارمنستان شوروی () شده است. وی در ۲۲ فوریهٔ ۱۹۸۱ در سن ۵۲ سالگی در ایروان درگذشت و در آرامستان نوباراشن به خاک سپرده شد.